# Ronde van Italië 2019/Tweede etappe
De tweede etappe van de Ronde van Italië 2019 was een rit over 205 kilometer tussen Bologna en Fucecchio. De etappe bevatte een aantal klimmetjes waar sprinters moeite mee konden hebben, maar deze lagen op 26 kilometer van de finish zodat sprinters nog de kans hadden om in het peloton terug te keren. Na een redelijk technische finale was de kans op een massasprint zeer groot. 
| Bologna – Fucecchio (205,0 km) |                        |                        |          |
| Plaats                         | Naam                   | Ploeg                  | Tijd     |
| 1                              | Pascal Ackermann       | BORA-hansgrohe         | 4u44'43" |
| 2                              | Elia Viviani           | Deceuninck–Quick-Step  | z.t.     |
| 3                              | Caleb Ewan             | Lotto Soudal           | z.t.     |
| 4                              | Fernando Gaviria       | UAE Team Emirates      | z.t.     |
| 5                              | Arnaud Démare          | Groupama-FDJ           | z.t.     |
| 6                              | Davide Cimolai         | Israel Cycling Academy | z.t.     |
| 7                              | Vjatsjeslav Koeznetsov | Team Katjoesja Alpecin | z.t.     |
| 8                              | Jasper De Buyst        | Lotto Soudal           | z.t.     |
| 9                              | Kristian Sbaragli      | Israel Cycling Academy | z.t.     |
| 10                             | Rüdiger Selig          | BORA-hansgrohe         | z.t.     |
|                                |                        |                        |          |
| 20                             | Tom Dumoulin           | Team Sunweb            | + 5"     |

| Algemeen klassement |                    |                       |          |
| Plaats              | Naam               | Ploeg                 | Tijd     |
| Roze trui           | Primož Roglič      | Team Jumbo-Visma      | 4u57'42" |
| 2                   | Simon Yates        | Mitchelton-Scott      | + 19"    |
| 3                   | Vincenzo Nibali    | Bahrain Merida        | + 23"    |
| 4                   | Miguel Ángel López | Astana Pro Team       | + 28"    |
| 5                   | Tom Dumoulin       | Team Sunweb           | z.t.     |
| 6                   | Rafał Majka        | BORA-hansgrohe        | + 33"    |
| 7                   | Tao Geoghegan Hart | Team INEOS            | + 35"    |
| 8                   | Bauke Mollema      | Trek-Segafredo        | + 39"    |
| 9                   | Damiano Caruso     | Bahrain Merida        | + 40"    |
| 10                  | Peio Bilbao        | Astana Pro Team       | + 42"    |
|                     |                    |                       |          |
| 41                  | Pieter Serry       | Deceuninck–Quick-Step | + 1'18"  |

1e etappe ·
2e etappe ·
3e etappe ·
4e etappe ·
5e etappe ·
6e etappe ·
7e etappe ·
8e etappe ·
9e etappe ·
10e etappe ·
11e etappe ·
12e etappe ·
13e etappe ·
14e etappe ·
15e etappe ·
16e etappe ·
17e etappe ·
18e etappe ·
19e etappe ·
20e etappe ·
21e etappe
Startlijst · Eindstanden · Afbeeldingen